# Adventni venec
Adventni venec je iz zimzelenega rastlinja spleten okrasni venec s štirimi svečami, ki ponazarjajo štiri adventne nedelje. 

## Zgodovina
Medtem ko so ga Slovenci v Kanalski dolini poznali na začetku 20. stoletja, se je okras v adventnem času, prevzet od germanskih sosedov, v Sloveniji uveljavil v osemdesetih letih 20. stoletja. Adventni venec s svečami krasi mizo do božiča. Večji venec s štirimi svečami (največkrat violičnimi) visi v cerkvah v prezbiteriju, vsako adventno nedeljo na njem prižgejo svečo več. Venec brez sveč nekateri obesijo na vhodna vrata, vendar to ni adventni venec, ter nima povezave s krščanskim praznovanjem.

### Izvor
Utemeljitelj adventnega venca naj bi bil Johann Hinrich Wichern (1808-1881), protestantski pastor, ki je deloval v revni četrti Hamburga, kjer je ustanovil šolo za revne otroke. V času adventa je leta 1839 izdelal velik lesen venec z 24 rdečimi in 4 belimi svečami, narejenega iz kolesa starega voza. Z njim je navdušil otroke, da so bolj redno prihajali na bogoslužja v adventnem času. Nemški evangeličanski katoličani so to navado prevzeli l. 1920, v tridesetih letih preteklega stoletja pa se je ta običaj razširil tudi po severni Ameriki in v nekaterih drugih evropskih državah ter tudi v rimskokatoliški cerkvi.

## Adventni čas
Pri cerkvenem bogoslužju se v adventnem času berejo berila, ki napovedujejo prihod odrešenika, pa tudi poročila o delovanju Janeza Krstnika, ki je ljudi pripravljal na  Jezusov prihod. Liturgična barva v adventu je vijolična in pomeni spokornost.